# Mimmi Elfstrand
Mimmi Magdalena Elfstrand, född 7 februari 1985, är en svensk travtränare och travkusk. Hon innehar licens vid Axevalla travbana och tränar sina hästar vid Bjertorp Travcamp utanför Kvänum.

## Karriär
Elfstrand är dotter till travtränaren Olle Elfstrand, som varit verksam vid Åbytravet under flera år. Hon arbetade i flera år som lärling i hans stall, men kvitterade ut sin proffstränarlicens 2009. Hon blev då den yngsta kvinnan i Sverige att ta proffstränarlicens, 23 år gammal. Hon var även barndomsvän med travtränaren Sofia Aronsson.
Redan under första säsongen som tränare lyckades hon kvala in hästen Lovely Lidob till samma års upplaga av Svenskt Travderby på Jägersro. I loppet kördes hästen av Daniel Olsson, och slutade på en sjundeplats, medan loppet vanns av Maharajah.

### Rock Me
Elfstrand har haft stora framgångar i monté, framför allt med hästen Rock Me, som i lopp brukade ridas av Josefine Ivehag. Tillsammans med Rock Me vann Elfstrand bland annat Monté-SM på Åbytravet 2015. Vid segern i loppet 2015 blev vinnartiden den snabbaste i loppets historia, 1.12,8 över 2140 meter. Rock Me har även vunnit montélopp i Frankrike.

### Flytt
Elfstrand byggde upp en ny träningsanläggning utanför Nossebro, som stod klar 2008. 2014 tvingades hon dock lägga ut gården till försäljning, då antalet hästar i träning minskat. Under 2016 flyttade hon sin verksamhet till Bjertorp Travcamp utanför Kvänum.